# Toxodon

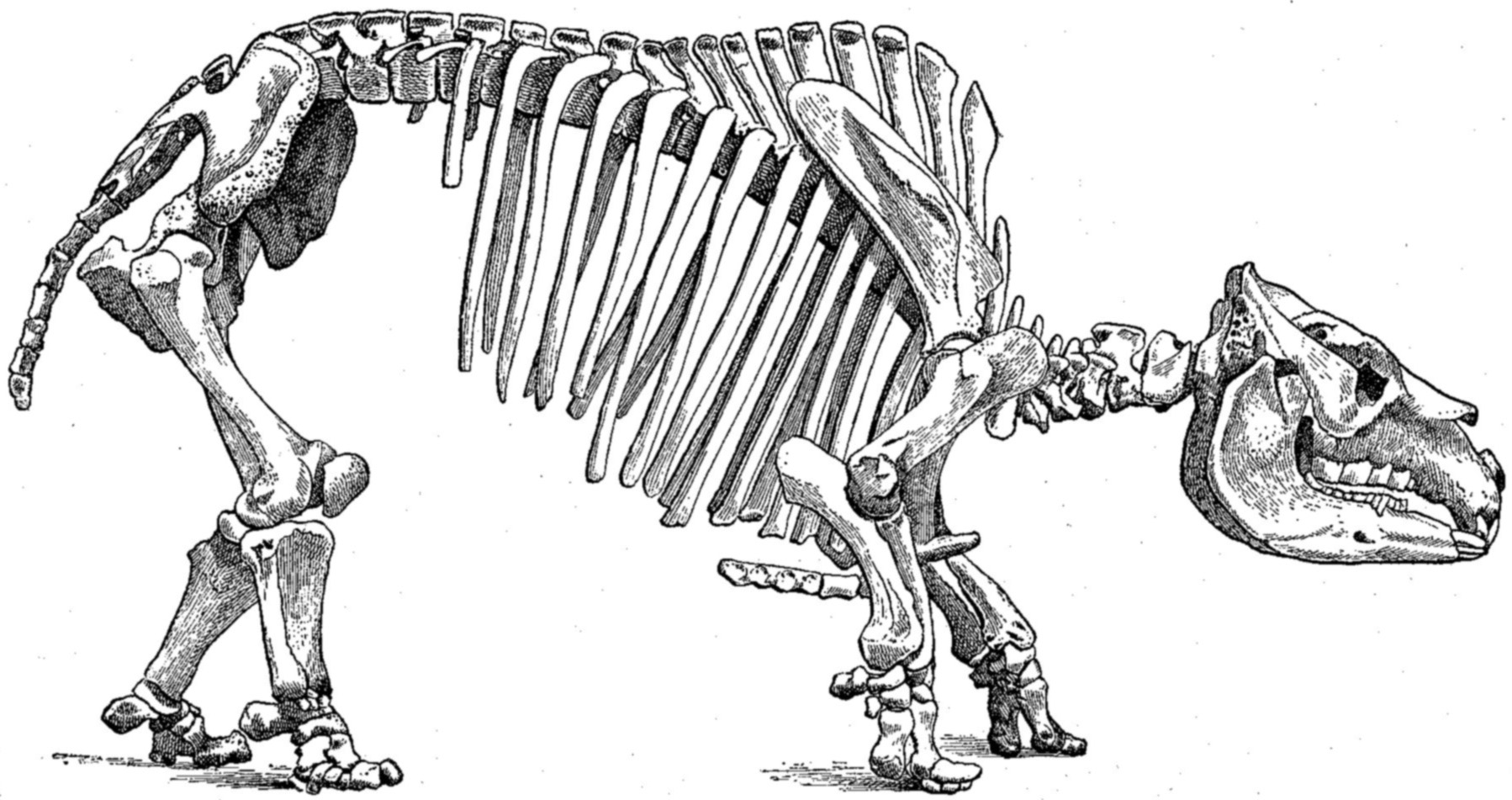
Bộ xương của Toxodon.

Toxodon là một chi thú đã tuyệt chủng sống vào giai đoạn từ thế Pliocen tới thế Pleistocen, khoảng 2,6 triệu đến 1.800 năm trước. Chúng có gốc gác Nam Mỹ. Toxodon dài 9 ft và cao 5 ft tính tới vai và giống như một con tê giác ngắn. Do vị trí của các lỗ mũi, người ta tin rằng Toxodon có một mõm rất phát triển. Nó có một bộ xương nặng nề, gợi ý về một cơ thể đầy cơ bắp to lớn của nó. Nó có các chân ngắn, mập với 3 ngón hoạt động. Ngón giữa được sử dụng chủ yếu để chịu đựng sức ép của trọng lượng cơ thể nó. Toxodon có lẽ là loài động vật có vú chân guốc phổ biến nhất ở Nam Mỹ tại thời điểm tồn tại của nó. Toxodon rất giống hà mã, mặc dù mối quan hệ giữa hai nhóm động vật này là rất xa.
Charles Darwin là một trong những người đầu tiên tìm thấy hóa thạch Toxodon ở Nam Mỹ. Darwin đã phát hiện rằng các hóa thạch của các động vật có vú ở Nam Mỹ khác hẳn so với ở châu Âu, điều này đã dẫn đến nhiều tranh cãi về tiến hóa và chọn lọc tự nhiên động vật.
Cột sống của Toxodon có nhiều xương mấu lồi, có lẽ để hỗ trợ cho trọng lượng lớn và các cơ cũng như cái đầu to của nó. Toxodon có các quai hàm rộng với các răng hình cung. Các răng này cho phép chúng cắn và xé các loại lá cây và các dạng thực vật để ăn. Ban đầu người ta cho rằng nó là dạng động vật sinh sống cả trên cạn lẫn dưới nước, nhưng sau khi xem xét các tỷ lệ giữa xương chày và xương đùi cũng như vị trí của đầu, nằm phía dưới đỉnh của cột sống, các nhà khoa học đã nhận ra rằng nó có cùng các đặc trưng như của các động vật sinh sống trên đất liền, chẳng hạn như voi hay tê giác. Các hóa thạch cũng hay được tìm thấy trong các vùng khô cằn hay bán khô cằn, một chỉ thị cho cuộc sống chủ yếu là trên đất liền.
Toxodon tuyệt chủng vào cuối thế Pleistocen khi Bắc Mỹ và Nam Mỹ nối liền nhau và sự di cư của các động vật ăn cỏ có sức cạnh tranh cao hơn xảy ra. Trong quá trình di cư này, một dạng động vật săn mồi nguy hiểm hơn là Smilodon, hiện nay được biết đến như là hổ răng kiếm cũng theo cùng với các dạng động vật ăn cỏ mới. Tuy nhiên, sự tuyệt chủng của Toxodon không hẳn hoàn toàn là do sự du nhập của các loài động vật săn mồi nguy hiểm hơn cũng như của các loài động vật ăn cỏ hiệu quả hơn. Nhiều hóa thạch Toxodon được tìm thấy cùng với các đầu dính tên đã hóa thạch. Điều này chứng tỏ người tiền sử đã săn bắn chúng và điều này cũng có thể là một nguyên nhân dẫn tới sự diệt vong của chúng.